# Burlington Junction
Burlington Junction – miasto w Stanach Zjednoczonych, w stanie Missouri, w hrabstwie Nodaway.